# Boldog (Slowakije)
Boldog (Hongaars:Pozsonyboldogfa) is een Slowaakse gemeente in de regio Bratislava, en maakt deel uit van het district Senec.
Boldog telt 428 inwoners, de meerderheid van hen zijn etnische Hongaren. 
Boldog betekent 'geluk' in het Hongaars.
Ook in buurdorp Reca wonen nog veel Hongaren.
Bernolákovo · Blatné · Boldog · Čataj · Dunajská Lužná · Hamuliakovo · Hrubá Borša · Hrubý Šúr · Hurbanova Ves · Chorvátsky Grob · Igram · Ivanka pri Dunaji · Kalinkovo · Kaplna · Kostolná pri Dunaji · Kráľová pri Senci · Malinovo · Miloslavov · Most pri Bratislave · Nová Dedinka · Nový Svet · Reca · Rovinka · Senec · Tomášov · Tureň · Veľký Biel · Vlky · Zálesie